# Lope de Vega (Northern Samar)
Lope de Vega is een gemeente in de Filipijnse provincie Northern Samar op het eiland Samar. Bij de laatste census in 2007 had de gemeente ruim 12 duizend inwoners.

## Geografie

### Bestuurlijke indeling
Lope de Vega is onderverdeeld in de volgende 22 barangays:
| - Bayho - Bonifacio - Cag-aguingay - Cagamesarag - Curry - Gebonawan - Gen. Luna - Getigo - Henaronagan - Lope De Vega - Lower Caynaga | - Maghipid - Magsaysay - Osmeña - Paguite - Roxas - Sampaguita - San Francisco - San Jose - San Miguel - Somoroy - Upper Caynaga |

## Demografie
Lope de Vega had bij de census van 2007 een inwoneraantal van 12.173 mensen. Dit zijn 419 mensen (3,6%) meer dan bij de vorige census van 2000. De gemiddelde jaarlijkse groei komt daarmee uit op 0,48%, hetgeen lager is dan het landelijk jaarlijks gemiddelde over deze periode (2,04%). Vergeleken met de census van 1995 is het aantal mensen met 226 (1,9%) toegenomen.

De bevolkingsdichtheid van Lope de Vega was ten tijde van de laatste census, met 12.173 inwoners op 280 km², 43,5 mensen per km².